# Antoni Llobet
Antoni Llobet (* 1960 in Sabadell) ist ein spanischer Chemiker, der sich mit Künstlicher Photosynthese befasst.
Antoni Llobet wurde 1985 an der Universitat Autònoma de Barcelona (UAB) bei Francesc Teixidor promoviert. Als Post-Doktorand war er bis 1987 bei Thomas J. Meyer an der University of North Carolina in Chapel Hill. Er war an der University of Sussex-Dow Corning und war 1990/91 Angestellter der EU-Kommission. 1992 ging er an die Texas A&M University (bei Arthur E. Martell und Donald T. Sawyer) und ab 1993 war er an der Universitat de Girona, mit einer vollen Professur ab 2000. Ab 2004 war er Professor an der UAB. Außerdem war er ab 2006 Gruppenleiter am Institute of Chemical Research of Catalonia (ICIQ) in Tarragona.
Er entwickelt speziell auf bestimmte Reaktionen zugeschnittene Katalysator-Komplexe mit Übergangsmetallen zum Beispiel für Aktivierung von C-H und C-F Verbindungen und Wasserspaltung. Von ihm stammen die effektivsten Katalysatoren für Wasserspaltung unter Verwendung von Ruthenium und ihm gelang auch deren Anordnung in elektrochemischen Zellen. Er präparierte auch Komplexe niedrigen Molekulargewichts als Modelle der aktiven Stellen von oxidative wirkenden Metallproteinen.
2000 erhielt er einen Preis für junge Wissenschaftler der Regierung von Katalonien und 2011 den Bruker Preis für anorganische Chemie der königlich-spanischen Gesellschaft für Chemie. 2012 hielt er die Hermanos Elhuyar-Hans Goldschmidt Vorlesung der spanischen und deutschen chemischen Gesellschaft.
2019 ist er mit einem Humboldt-Forschungspreis an der Universität Würzburg bei Frank Würthner.

## Schriften (Auswahl)
- mit X. Ribas u. a.: Aryl C-H Activation by CuII To Form an Organometallic Aryl–CuIII Species: A Novel Twist on Copper Disproportionation, Angewandte Chemie International Edition, Band 41, 2002, S. 2991–2994
- mit C. Sens u. a.: A new Ru complex capable of catalytically oxidizing water to molecular dioxygen, Journal of the American Chemical Society, Band 126, 2004, S. 7798–7799
- mit F. Bozoglian u. a.: The Ru-Hbpp water oxidation catalyst, Journal of the American Chemical Society, Band 131, 2009, S. 15176–15187
- mit X. Sala u. a.: Molecular catalysts that oxidize water to dioxygen, Angewandte Chemie International Edition, Band 48, 2009, S. 2842–2852
- mit S. Romain, L. Vigara: Oxygen- oxygen bond formation pathways promoted by ruthenium complexes, Accounts of Chemical Research, Band 42, 2009, S. 1944–1953
- mit L. Duan u. a.: A molecular ruthenium catalyst with water-oxidation activity comparable to that of photosystem II, Nature Chemistry, Band 4, 2012, S. 418
- mit X. Sala u. a.: Molecular water oxidation mechanisms followed by transition metals: state of the art, Accounts of Chemical Research, Band 47, 2013, S. 504–516
- mit S. Berardi u. a.: Molecular artificial photosynthesis, Chemical Society Reviews, Band 43, 2014, S. 7501–7519
- mit C. Gimbert-Surinach u. a.: Structural and Spectroscopic Characterization of Reaction Intermediates Involved in a Dinuclear Co-Hbpp Water Oxidation Catalyst, J. Am. Chem. Soc., Band 138, 2016, S. 15291–15294.
- mit Jordi Creus u. a.: A Million Turnover Molecular Anode for Catalytic Water Oxidation, Angewandte Chemie Int. Edition, Band 55, 2016, S. 15382–15386.
- mit D. Moonshiram u. a.: Tracking the structural and electronic configurations of a cobalt proton reduction catalyst in water, J. Am. Chem. Soc., Band 138, 2016, S. 10586–10596.
- mit P. Garrido-Barros u. a.: Electronic π-delocalization Boosts Catalytic Water Oxidation by Cu(II) Molecular Catalysts Heterogenized on Graphene Sheets, J. Am. Chem. Soc., Band 139, 2017, S. 12907–12910.
- mit R. Matheu u. a.: Photoelectrochemical behavior of a molecular Ru-based water-oxidation catalyst bound to TiO2-protected Si photoanodes, J. Am. Chem. Soc., Band 139, 2017, S. 11345–11348